# Bezmiliana
Bezmiliana, también conocida como despoblado de Bezmiliana o yacimiento de Bezmiliana, es una zona arqueológica y antigua localidad situada en el municipio español de Rincón de la Victoria, en la provincia de Málaga. El yacimiento se ubica en tres áreas diferenciadas que son el resultado de distintas intervenciones arqueológicas donde se han documentado espacios muy concretos del tejido urbano de la antigua medina. Las excavaciones más recientes han permitido verificar la fuerte incidencia de las estructuras de época medieval cristiana en algunos puntos de la ciudad sobre las estructuras hispanomusulmanas, por lo que las infraestructuras son las mejor conservadas.

## Zona 1
Los restos más significativos que se han mantenido hasta la actualidad de este núcleo urbano se corresponden fundamentalmente con espacios públicos como los contenidos en la denominada Zona 1. En este ámbito se localiza la base del alminar de una de las mezquitas de la ciudad hispanomusulmana, defendido por un revellín de época cristiana, así como un gran aljibe, posiblemente relacionado con dicha mezquita.
La excavación del espacio correspondiente a la mezquita reveló niveles de gran complejidad estructural, con demoliciones, integraciones y obras de nueva planta que definen la evolución histórica del espacio excavado. De este modo se descubrió la planta y parte del alzado de un alminar de planta cuadrangular que posteriormente, tras la conquista cristiana, se reconvierte en elemento de corte defensivo al añadirle un revellín de sillarejo labrado en lumaquela local, quizás con el doble propósito de erradicar el carácter simbólico del edificio y de utilizar su disposición estratégica sobre un promontorio. Con el tiempo, se acaba convirtiendo en un torreón semicircular de mayores dimensiones, cuya fábrica es de mampostería y con un espacio interior despejado. Asociados a esta estructura se registraron en las excavaciones una serie de espacios interiores y un gran patio, este último posiblemente relacionado en inicio con la estructura religiosa islámica que al final fue repavimentado en época cristiana con una solería de pequeños cantos.
Por otro lado, también se incluye en esta zona el aljibe que presenta un acceso en pozo de gran profundidad, con sección cuadrangular y fábrica de mampostería de sillarejos y ladrillos, ligados con un fuerte mortero de cal. Este pozo permite tanto la toma de agua como el paso para reparaciones a través del techo. En concreto el aljibe tiene planta rectangular, con unas dimensiones en sus ejes mayor y menor de 5 por 2,50 metros. Presenta una altura superior a los 2,85 metros y se cubre con una bóveda de medio cañón irregular, realizada mediante ladrillo, sillarejo y mampostería. En su zona central el aljibe presenta un fajón que lo segmenta y que refuerza la cubierta. La apertura de esta compartimentación y la sujeción de la bóveda se resuelven mediante un arco de herradura cuyo dovelaje conserva una fábrica de sillarejo regular en muy buen estado.

## Zona 2
Las intervenciones arqueológicas en la Zona 2 han permitido identificar la presencia de abundantes elementos estructurales correspondientes al tejido urbano tanto de la ciudad hispanomusulmana como cristiana. La secuencia estratigráfica en este sector se inicia en época emiral y califal con restos arqueológicos de menor entidad comparados con los de las etapas almohade y nazarí donde los niveles se conservan en mejor estado.
A estas últimas etapas se adscriben los restos de una edificación articulada en torno a un espacio interpretado como patio, posiblemente central, alrededor del cual se disponen las diferentes estancias (una de ellas con un amplio vano que incluso parece haber contado con un parteluz central). Esta edificación se conserva a cota de zócalos sobre los que muy probablemente, según interpretan sus excavadores, se elevaban cuerpos de tapial. A pesar de que no se han mantenido los suelos, la fina fábrica de mampostería, cuidada y trabada con mortero de cal, conservaba restos parciales del enlucido original; en otro de los edificios documentados sí se reveló la existencia de suelos de mortero de cal en una de las estancias. Este edificio descrito se separa al sur por un espacio de tránsito que se caracteriza por la presencia de una atarjea de saneamiento, posiblemente una calle.
En las intervenciones realizadas se comprobó que tras la conquista cristiana fracasan varios intentos de repoblamiento, localizándose en este ámbito depósitos y materiales que denotan su utilización como tierras de cultivo, implantadas sobre derrumbes y colmataciones, apreciándose incluso algunas potentes cimentaciones que posiblemente se relacionen con los vestigios de algunas de las grandes ventas y fincas rústicas que poblaron la zona desde la modernidad hasta bien entrado el mundo contemporáneo.

## Zona 3
En la Zona 3 se localiza parte de la necrópolis medieval musulmana (maqbara) de Bezmiliana, que se desarrolla desde el siglo X al XV. La tipología más común de tumba es la fosa simple, seguida de la fosa cubierta con lajas de pizarra y tejas. También se ha documentado una tumba delimitada por mampuestos y ladrillos.
Este cementerio se asienta sobre un gran edificio de época romana. En esta construcción se han registrado varias fases; la primera se adscribe al siglo II d. C. y se realiza mediante grandes sillares, posiblemente reutilizados, contando con suelos de opus signinum. Esta primera fase se amortiza ya en el siglo III d. C. para ser el edificio reestructurado y ampliado hacia el oeste, empleando en este caso muros con fábrica de mampostería.
Los datos indican que posiblemente esta construcción romana se concibiera en principio como unas grandes termas privadas que, en su última fase, se adaptan como almacén de pesca, en función de los materiales aparecidos. Por último, la fecha de abandono hay que establecerla en el siglo V d. C.
En líneas generales, la evolución del espacio suele ser común en los asentamientos romanos de la franja litoral malagueña a partir del siglo III d. C., que suele concluir con un uso pesquero y de trasformación de salazones o salsas derivadas. 

## En la cultura popular
En 2016 se hizo un cortometraje llamado Despoblados (en honor al desaparecido Despoblado Bezmiliana), en el que se denuncia la mala conservación y el expolio que sufren los yacimientos históricos de Rincón de la Victoria, como también es el caso de la Villa romana del Rincón de la Victoria. Dirigido por Jesús Sánchez y Ángel Salas, finalista en el I Certamen de cortometrajes Nocticula. 